# Nurzec-Kolonia
Nurzec-Kolonia [ˈnuʐɛt͡s kɔˈlɔɲa] est un village polonais de la gmina de Nurzec-Stacja dans le powiat de Siemiatycze et dans la voïvodie de Podlachie.